# Varanosaurus
Varanosaurus é um gênero de eupelicossauro do Permiano Inferior da América do Norte.

## Espécies
- Varanosaurus acutirostris Broili, 1904
- Varanosaurus wichitaensis Romer, 1937